# Eduardo Quaresma
Eduardo Filipe Quaresma Coimbra Simões, noto semplicemente come Eduardo Quaresma (Barreiro, 2 marzo 2002), è un calciatore portoghese, difensore dello Sporting Lisbona.

## Caratteristiche tecniche
È un difensore centrale dotato di buona tecnica e pulito negli interventi. Bravo in marcatura, trova la sua collocazione ideale come centrale di destra in una difesa a quattro.

## Carriera

### Club
Cresciuto nel settore giovanile dello Sporting Lisbona, ha esordito fra i professionisti il 4 giugno 2020 disputando l'incontro di Primeira Liga pareggiato 2-2 contro il Vitória Guimarães. Ricercato da alcuni club europei, il 17 giugno seguente ha rinnovato il proprio contratto con il club biancoverde fino al 2025 aggiungendo una clausola di 45 milioni di euro.
Il 4 agosto 2022 viene ceduto in prestito all'Hoffenheim.

### Nazionale
Ha giocato nelle nazionali giovanili portoghesi Under-15, Under-16, Under-17, Under-18, Under-19 ed Under-21.

## Statistiche
Statistiche aggiornate al 17 maggio 2025.

### Presenze e reti nei club
| Stagione        | Squadra          | Campionato      | Campionato | Campionato | Coppe nazionali | Coppe nazionali | Coppe nazionali | Coppe continentali | Coppe continentali | Coppe continentali | Altre coppe | Altre coppe | Altre coppe | Totale | Totale | Totale |
| Stagione        | Squadra          | Comp            | Pres       | Reti       | Comp            | Pres            | Reti            | Comp               | Pres               | Reti               | Comp        | Pres        | Reti        | Pres   | Reti   |        |
| --------------- | ---------------- | --------------- | ---------- | ---------- | --------------- | --------------- | --------------- | ------------------ | ------------------ | ------------------ | ----------- | ----------- | ----------- | ------ | ------ | ------ |
| 2019-2020       | Sporting Lisbona | PL              | 9          | 0          | CP+CdL          | 0               | 0               |                    | -                  | -                  |             | -           | -           | 9      | 0      |        |
| 2020-2021       | Sporting Lisbona | PL              | 2          | 0          | CP+CdL          | 0+1             | 0               |                    | -                  | -                  |             | -           | -           | 3      | 0      |        |
| 2021-2022       | Tondela          | PL              | 25         | 2          | CP+CdL          | 5+0             | 0+0             | -                  | -                  | -                  | -           | -           | -           | 30     | 2      |        |
| 2022-2023       | Hoffenheim       | BL              | 4          | 0          | CG              | 0               | 0               | -                  | -                  | -                  | -           | -           | -           | 4      | 0      |        |
| 2023-2024       | Sporting Lisbona | PL              | 20         | 1          | CP+CdL          | 4+2             | 0               | UEL                | 4                  | 0                  | -           | -           | -           | 30     | 1      |        |
| 2024-2025       | Sporting Lisbona | PL              | 20         | 1          | CP+CdL          | 2+2             | 0+0             | UCL                | 5                  | 0                  | SP          | 1           | 0           | 30     | 1      |        |
| Totale Sporting | Totale Sporting  | Totale Sporting | 51         | 2          |                 | 11              | 0               |                    | 9                  | 0                  |             | 1           | 0           | 72     | 2      |        |
| Totale carriera | Totale carriera  | Totale carriera | 80         | 4          |                 | 16              | 0               |                    | 9                  | 0                  |             | 1           | 0           | 106    | 4      |        |

## Palmarès

### Club

#### Competizioni nazionali
- Coppa di Lega portoghese: 1

Sporting Lisbona: 2020-2021
- Campionato portoghese: 3

Sporting Lisbona: 2020-2021, 2023-2024, 2024-2025
- Coppa del Portogallo: 1

Sporting Lisbona: 2024-2025